# Holografia
L'holografia o dispositiu hologràfic és una tècnica avançada de fotografia, que consisteix a crear imatges sobre un suport pla que, per il·lusió òptica, semblen ser tridimensionals. Per a fer-ho, es fa servir un raig làser que grava microscòpicament una pel·lícula fotosensible. La interferència que es produeix entre dos feixos de llum coherents fa possible que la llum d'un d'aquests es reflecteixi en l'objecte. Quan la pel·lícula rep la llum des d'una perspectiva adequada, es projecta una imatge en tres dimensions. A més, processades, i il·luminades de manera precisa, les imatges poden aparèixer sortint-se dels seus límits, enfora o endins del marc, i l'observador, sense haver de tenir la necessitat de cap accessori, les pot veure sense discontinuïtats i variant les perspectives depenent de la seva posició. La utilització de les tècniques hologràfiques en sistemes de vídeo és un procés complex que suposa un repte en l'àmbit tecnològic. Si es poden resoldre aquests reptes, es podria convertir en el sistema que s'utilitzaria en una futura televisió tridimensional. A diferència dels processos tridimensionals explotats pel cinema dels anys cinquanta, una imatge hologràfica mostra diverses fases a mesura que els ulls de l'espectador es mouen amb relació a ella. Aquest, pot recorre amb la mirada els cantons de la imatge, exactament com si estigués observant el mateix objecte.

## Visió històrica de l'holografia
L'holografia va ser un descobriment del físic britànic d'origen hongarès, Dennis Gabor l'any 1947. L'origen de la seva investigació era trobar una millora en la resolució i definició de les imatges del microscopi electrònic per tal de revelar estructures atòmiques. El descobriment va ser un inesperat resultat de la recerca per a millorar els microscopis electrònics, en què Gabor va plantejar un problema interessant: quan s'il·lumina una escletxa amb llum d'un sol color, s'obté una figura de franges que permet conèixer la forma i dimensions de l'escletxa. Gabor va descriure el procés de descodificació de la informació fotografiada: calia trobar la manera de registrar la inclinació dels rajos de llum que arriben a la pel·lícula fotogràfica. Per la seva contribució teòrica a les tècniques hologràfiques, va rebre el Premi Nobel de Física l'any 1971.
Els hologrames de Gabor eren molt pobres a causa de les fonts de llum que utilitzava, ja que treballava amb una làmpada de mercuri d'alta pressió. La tècnica es va millorar anys més tard amb el desenvolupament del làser i amb l'aportació d'altres investigadors durant els anys 60, com Emmet Leith i Juris Upatnieks (EUA) o Yuri Denisyuk (URSS). Van ser els primers a utilitzar l'holograma per a registrar imatges en tres dimensions utilitzant fonts de llum làser.
El làser proporciona exactament el tipus de llum uniforme que es necessita per l'holografia i, amb un simple ajustament per tal de dividir el raig, tant la pertorbació causada per un objecte com la "referència" sense pertorbacions, es pot gravar una pel·lícula. Els primers hologrames realitzats d'aquesta manera van ser exposats l'any 1963 per Emmet Leith i Juris Upatnieks, i la primera imatge en moviment hologràfica a temps real es va crear sis anys més tard, utilitzant uns raigs intermitents de làser que emetien ràfegues de llum excepcionalment ràpides. El 1969, als laboratoris d'investigació Hughes, Alex Jacobson i Victor Evtuhov van produir la imatge en moviment, monocromàtica i amb molt de gra d'un aquari, que tan sols podia veure una persona darrere l'altre. Però, tot i la disponibilitat de la tecnologia, durant les dues dècades següents, els processos envers la realització del cinema hologràfic han estat insignificants.
El 2017 es realitzà la primera trucada internacional per telèfon amb la tecnologia de l'holograma tridimensional per part de l'empresa sud-coreana Korea Telecom i l'empresa dels Estats Units d'Amèrica Verizon.

## Fonament teòric

### Gravació
Un cop s'ha processat la pel·lícula, si s'il·lumina de nou amb el feix de referència, la difracció de la franja model sobre la pel·lícula, el feix reconstrueix l'objecte original tant en la intensitat com en la fase. A causa d'això, la imatge que apareix és tridimensional; l'observador pot canviar el seu punt de vista i veure la imatge girar exactament com ho faria l'objecte original.
La llum emesa per un làser es descompon en dos feixos utilitzant un mirall semitransparent. Un dels feixos il·lumina el negatiu fotogràfic de manera directa. El feix objecte il·lumina l'objecte o escena d'interès i la llum reflectida i difractada es dirigeix cap al negatiu on se superposa amb la llum del primer làser. La superposició entre els dos feixos sobre el negatiu produeix la impressió d'una trama de franges d'interferència. Sobre el negatiu, ha quedat registrada informació d'amplitud i fase de l'escena captada. Esquema del procés de gravació:

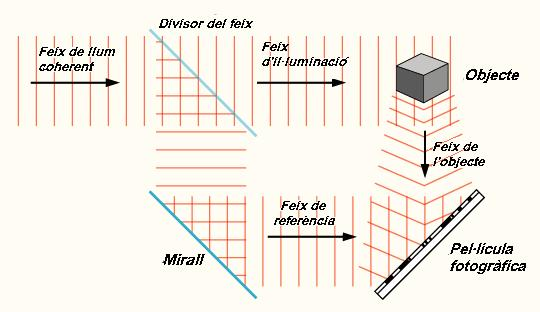
Gravació.

### Reconstrucció
Per a la reconstrucció d'una imatge tridimensional, cal il·luminar el registre hologràfic amb un raig làser amb les mateixes característiques que el feix de referència. La llum del feix es divideix en dos feixos diferents: el feix de referència i l'altre il·luminant l'objecte per a formar el feix de l'objecte. El làser és utilitzat perquè la coherència dels feixos permet que es produeixi la interferència. L'esquema del procés de reconstrucció:

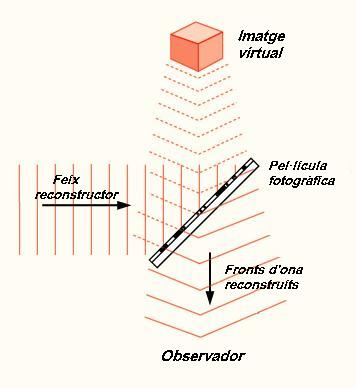
Reconstrucció.

La diferència entre l'holografia i la fotografia s'entén millor si es considera què és, de fet, una fotografia en blanc i negre: una recopilació punt per punt de la intensitat dels raigs de llum que formen una imatge. Cada punt de la fotografia recull només una cosa: la intensitat de l'ona de llum que il·lumina aquell punt particular. En el cas d'una fotografia en color, es recull una mica més d'informació (en efecte, la imatge s'emmagatzema tres vegades vista des de tres filtres de color diferents), de manera que a més de la intensitat es fa una reconstrucció de la longitud d'ona de la llum.
Tanmateix, la llum que produeix una escena real no es caracteritza només per la seva amplitud i longitud d'ona, sinó que també hem de tenir en compte la fase. En una fotografia, la fase de la llum provinent de l'objecte es perd. En un holograma, l'amplitud i la fase de la llum -normalment a una determinada longitud d'ona- queden gravades. Quan es reconstrueix la imatge, la llum provinent de l'holograma és idèntica a la que provenia de l'objecte, de manera que obtenim una perfecta imatge tridimensional -encara que normalment és monocromàtic, els hologrames en color són possibles-.
Per a gravar la fase d'una ona de llum en cada punt d'una imatge, l'holografia utilitza un feix de referència que es combina amb la llum provinent de l'objecte (el feix de l'objecte). La interferència entre el feix de referència i el feix de l'objecte, a causa de la superposició de les ones de llum, produeix una sèrie de franges de diferents intensitats que poden ser gravades en una pel·lícula fotogràfica estàndard. Aquestes franges formen una mena de xarxa de difracció en la pel·lícula.
En necessitar la interferència entre el feix de referència i el feix de l'objecte, típicament es fa servir un làser per a produir-la. La llum del làser és dividida en dos feixos: l'un formant el feix de referència i l'altre il·luminant l'objecte per formar el feix de l'objecte. S'utilitza el làser perquè la coherència dels feixos permet que es produeixi la interferència, tot i que els primers hologrames es van fer amb altres fonts de llum coherent -molt menys apropiades- com ara làmpades d'arc de mercuri.
La longitud de coherència del feix determina la profunditat màxima que pot tenir la imatge. Un làser, típicament, té una longitud de coherència d'uns quants centímetres, suficient per a un holograma profund. Els punters làser tendeixen a tenir menys longitud de coherència i van ser considerats massa petits per a fer holografia. S'ha demostrat que això era incorrecte, i s'han fet hologrames amb aquest tipus de làser amb èxit.
Es poden fer diversos tipus d'hologrames. Els primers varen ser hologrames anomenats de transmissió, els quals són vistos quan s'il·lumina a través d'aquests amb un làser. Més tard, es van inventar hologrames de transmissió que es poden veure quan són il·luminats amb llum blanca i que veiem habitualment en targetes de crèdit, CD, etc. Aquest tipus d'hologrames acostumen a incorporar una placa reflectant al darrere per tal de proporcionar la llum "del darrere" per reconstruir les imatges. Un segon tipus d'hologrames comprèn els de reflexió, en què la llum prové de la mateixa banda on es troba l'observador.
Un dels avenços més prometedors en la curta història de l'holografia ha estat la producció en massa de làsers de baix cost utilitzats en gravadores de DVD i per a altres aplicacions, de vegades també útils per a l'holografia. Aquests làsers barats, compactes, en estat sòlid, poden substituir o complementar els cars làsers de gas que s'utilitzaven antigament per a fer els hologrames, i estan col·laborant a fer l'holografia més accessible.
El repte actual de l'holografia consisteix a poder registrar hologràficament amb llum blanca, ja que ja s'ha aconseguit projectar sobre una pantalla amb llum d'aquest tipus, però encara no s'han pogut crear hologrames.

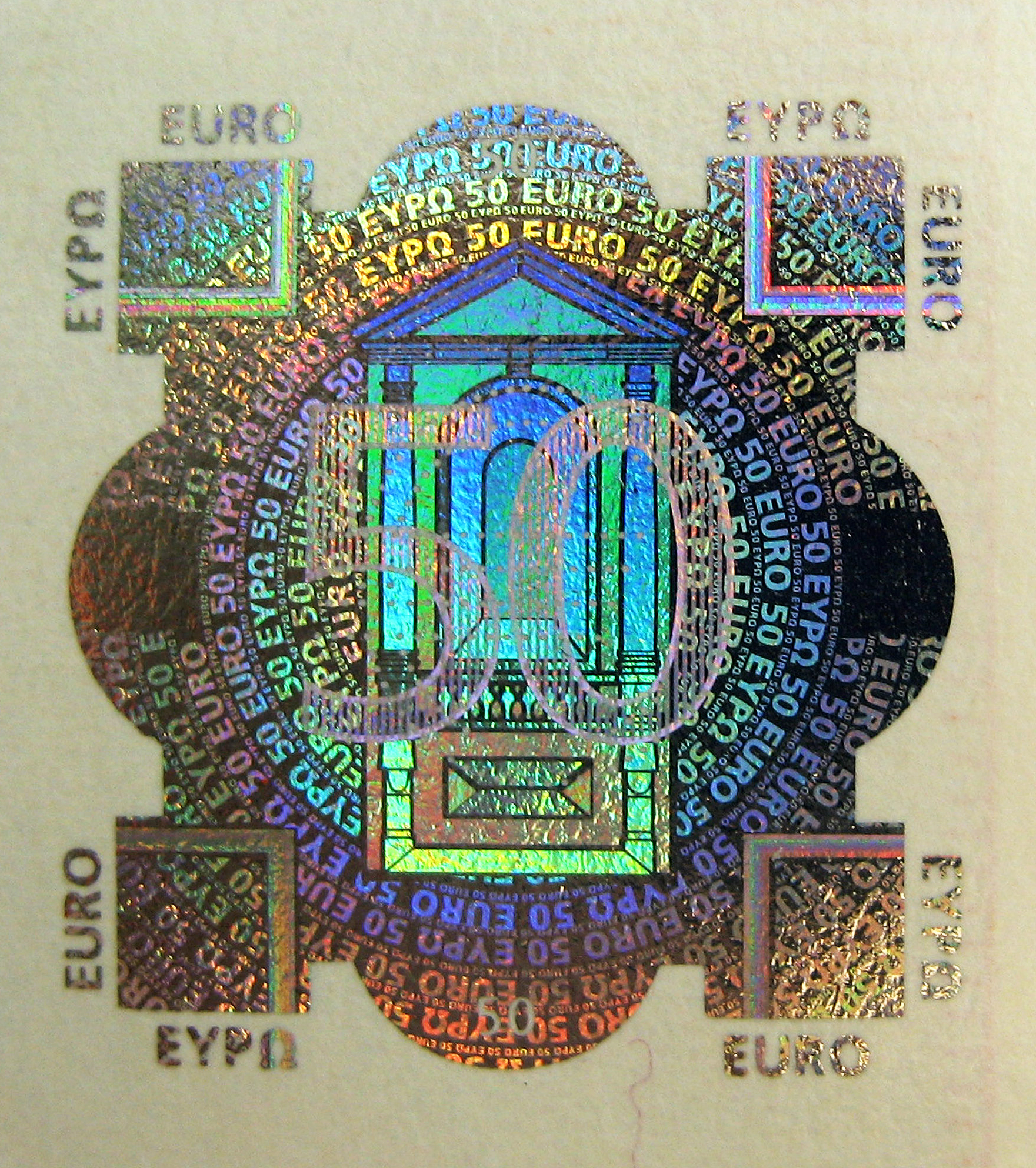
Exemple d'holograma.

Un dispositiu hologràfic (o holographic display, en anglès) és aquell que utilitza els principis de l'holografia per a reproduir imatges tridimensionals o pseudotridimensionals. És una tecnologia que no necessita aparells externs de visió per a reproduir imatges tridimensionals, com poden ser ulleres o cascs especials.
Altres sistemes de reproducció d'imatges tridimensionals són els sistemes estereoscòpics o els dispositius volumètrics.

## Aplicacions
- En els reproductors DVD, en les targetes de crèdit, en els discos compactes i en els bitllets.
- Símbol d'originalitat i seguretat.
- Reproducció d'imatge i vídeo tridimensional: múltiples aplicacions en sectors com la televisió, el disseny industrial, la medicina, l'educació, la investigació, les comunicacions…

## L'art hologràfic
L'holograma, amb el temps, passaria a intervenir com molts altres invents en el terreny de l'art. Això era lògic que succeís, perquè es tracta, més enllà dels seus valors com a avenç científic, d'una manera de construir imatges. Des d'aquest punt de vista, s'esperava que ocorregués el mateix que a la fotografia o al cinema, aquest últim considerat avui el Setè Art, encara que en els seus inicis fos un entreteniment de fira. No és un secret que els artistes visuals han estat summament oberts en assumir com a materials de producció tots els mitjans imaginables. La Vídeo-creació, el Performance o l'Art Digital, són alguns exemples de la transgressió dels llenguatges tradicionals. Obres elaborades amb llums, sons, textos, olors... donen fe de la capacitat de l'Art Contemporani per a concebre com a possibilitat expressiva qualsevol element de la matèria i fins i tot el de la no matèria -recordem els espais buits de l'artista francès Yves Klein intercanviats per or “un intercanvi simbòlic entre el màxim valor material i el mínim”-.
S'han alliberat les fronteres entre les diverses manifestacions artístiques i fins a les més estrictes acadèmies inclouen en els seus programes d'estudi disciplines inherents a l'ús dels ordinadors com l'anomenat Net Art "aquell que opera en Internet furtant-la com a escenari per al seu gaudi i consum" o l'Art Interactiu "que trenca amb la mandra de l'espectador per tractar-se d'obres de participació"
L'any 1968 es va publicar en la revista Leonardo un article en el qual s'assenyalava la possibilitat d'utilitzar l'holografia com una nova forma d'art i alguns artistes es van endinsar en l'aventura hologràfica com Salvador Dalí, que va realitzar en 1972 una exposició que incloïa hologrames en la Galeria Knoedler de Nova York a la qual va assistir el mateix Gabor. Gairebé simultàniament Harriet Casdin-Silver als Estats Units, Margaret Benyon a Gran Bretanya i Carl Frederich Reuterswäard a Suècia, iniciaven la seva marxa en l'intent d'utilitzar l'holografia amb finalitats creatius. Casdin-Silver es va iniciar en el MIT sota la tutela de Benton, mentre que Reuterswäard va ser assistit tècnicament per científics suecs com Nilsson, Abramson o Bjelkhagen, la qual cosa és una prova més de la col·laboració entre artistes i científics en el camp de l'holografia.
És evident que la característica de l'holografia que inicialment s'imposa amb més força és la seva capacitat de reproduir imatges tridimensionals de gran realisme, a vegades tan autèntic com el dels objectes realment existents. Aquest efecte és sens dubte especialment sorprenent en aquells hologrames en els quals la imatge reconstruïda flota en l'aire sortint-se de la placa hologràfica, sense que siguem capaces de tocar amb les nostres mans els objectes que aparentment són aquí, davant els nostres ulls . Per tant, podríem dir que l'holografia posseeix un innegable interès com una de les tècniques més revolucionàries de creació d'imatges tridimensionals i la seva capacitat d'atracció-fascinació és enorme.
Enfront de l'espai estàtic i constant de la pintura o la fotografia, l'espai hologràfic implica el moviment de l'espectador i una variació de la imatge mentre es produeixen angles de visió diferents en la percepció dinàmica de la imatge hologràfica. Lluny de ser una finestra fixa oberta a un espai fix, l'holograma actua, en aquest cas, com una finestra amb memòria.
Hi ha hagut, a més, un gran nombre d'artistes que han explorat les possibles interaccions de l'holografia amb altres mitjans com la pintura, l'escultura, la fotografia, etc. i també gaudeix cada vegada més de favor la integració de l'holografia en entorns arquitectònics, tendència que es veu afavorida per la millora de la tècnica en l'obtenció d'hologrames de gran format, com per exemple els hologrames de llum blanca del hall de la Universitat de Bremen, Alemanya, utilitzats per a la distribució de la llum del Sol.
També és possible realitzar retrats hologràfics,i el primer d'ells va ser realitzat a Michigan la nit d'Halloween de 1967 i va ser un autoretrat de Lawrence Siebert. Utilitzant làsers pulsants és possible realitzar retrats hologràfics perquè l'alteració de l'escena a registrar és pràcticament nul·la durant el temps de durada del pols. Un retrat hologràfic històric és l'holograma de transmissió de Gabor realitzat en 1971 amb motiu de la concessió del Premi Nobel.

## Holografia en espectacles en viu
La música i els espectacles estan en continua evolució s'afirma sovint que Blade Runner 2049 inspirà aquest mecanisme portat a terme en l'actualitat: 

### Michael Jackson
Michael Jackson "tornà a la vida" gràcies a la tecnologia utilitzada als premis Billiboard de 2014, on un holograma de l'artista -ja mort- va permetre simular la seva presència sobre l'escenari per interpretar "Slave to the Rythm", tema inedit que apareix en un dels seus àlbums pòstums.
Es van generar moltes teories sobre com es va portar a terme aquesta tècnica realista, inclòs es projectava l'ombra de Michael Jackson en cada passa que donava. Billboard va informar que l'holograma de Jackson va ser el resultat d'un any de planificació, que incloïen l'elaboració de coreografies, vàries sessions de filmació i el desenvolupament de la tecnologia, fins aquell moment inexistent. Els moviments de l'holograma de Jackson van ser coreografiats per dos experts: els germans Talauega (que van treballar amb ell en la gira HIStory del 97) i Jamie King. D'acord amb la coreografia d'ells es van generar per ordinador els moviments de l'holograma, i a això es va sumar alguns passos clàssics de Michael Jackson, com el "moonwalk". Pels gestos de l'holograma es van utilitzar dobles de Jackson i pel vestuari i disseny de l'escenari es va prendre com a referència els utilitzats en el "Dangerous". Per donar-li més realisme a la performance es va construir un escenari únicament per a la projecció i pel desplaçament d'aquesta actuació, el que va permetre veure el detall de les ombres en el cos de l'holograma i la interacció amb els 16 ballarins reals que estaven a l'escena i els que també van ser produïts per ordinadors per donar més impacte a aquesta performance.

### Tupac
L'aparició del raper difunt Tupac en el final del 13è festival de Coachella sorprengué gran part del món, però, així i tot, de l'impactant efecte es va explicar que no era exactament un holograma. La projecció prové d'una imatge 2D de Tupac manipulada amb vàries tècniques teatrals que s'utilitzaven en 1800, i així dona la sensació d'holograma. Una pantalla transparent estava per sobre de Snoop Dogg i Dr. Dre, els cantants que estaven en aquell moment sobre l'escenari, i sobre aquesta pantalla es projectava la imatge 2D del raper difunt.

### Altres exemples d'holografies en espectacles en viu
Les holografies per performances no s'ha utilitzat únicament per artistes morts, hi ha molts artistes vius que les han utilitzat de forma artística. Lady Gaga porta des de 2009 dient que vol endinsar-se en una gira on fos projectada per un holograma, però encara no ho ha aconseguit. Beyoncé, en canvi, ha utilitzat l'holografia en alguna de les seves actuacions. La primera va ser en el festival de Tidal, on amb la mateixa tècnica que va ser projectat Tupac, ballava rere una holografia d'ella mateixa. Encara que la seva performance més popular amb holografia és la dels Premis Grammy de 2017, on ella, embarassada i vestida com una dea de la fertilitat, estava sobre l'escenari, i sobre ella es projectaven hologrames d'ella mateixa, de la seva filla o de la seva mare, i Beyoncé es movia per l'escenari amb sincronia amb les projeccions.

## Exemples de dispositius hologràfics
L'apartat següent mostrarà informació sobre diferents exemples que es poden trobar en l'actualitat de dispositius hologràfics:

### Cheoptics 360
El dispositiu "Cheoptics 360" desenvolupat per les empreses viZoo i Ramboll és un sistema de vídeo hologràfic. És un projector de vídeo format per una piràmide invertida que és capaç de generar imatges tridimensionals dins del seu espai de projecció. La imatge projectada es veu totalment en 3D des de qualsevol angle d'observació. Hi ha projectors a cada extrem de l'aparell que es combinen per generar la imatge al centre i dona una sensació de total realisme a l'espectador. Es poden projectar imatges des d'1,5 fins a 30 metres d'alçada amb qualsevol condició lumínica ambiental (interior o exterior). També permet reproduir vídeos de pel·lícules o des de l'ordinador personal.

### Heliodisplay

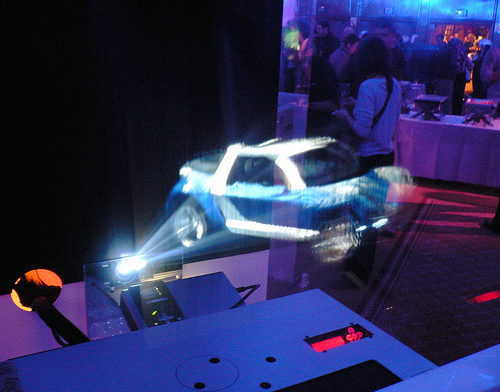
Imatge de l'Heliodisplay.

L'Heliodisplay és una tecnologia creada per l'empresa IO2Technology que reprodueix hologrames en 2-D sense utilitzar un medi físic com una pantalla. Permet projectar una imatge estàtica o en moviment en l'aire amb una certa qualitat, d'unes 27 polzades, sense requerir medis alternatius com fum o aigua i pot ser utilitzat en qualsevol entorn sense instal·lacions addicionals.
Es pot descriure el dispositiu com una caixa que es pot endollar a un connector USB, a una font de vídeo o d'imatge com pot ser un DVD o un ordinador personal, per exemple. Utilitza aire normal per a funcionar. El que fa és convertir les propietats del reflex de l'aire. L'aire és capturat, convertit instantàniament i tornat a expulsar. La imatge es projecta sobre l'aire convertit.
Una altra característica important és que la imatge generada és interactiva. Val dir que la sensació de la imatge que es projecta no és totalment tridimensional. La sensació 3D només és frontal, ja que vista de costat la imatge es veu plana.

### Mark II
És un projecte de vídeo hologràfic que s'està desenvolupant al Massachusetts Institute of Technology (MIT) per un grup d'investigadors dirigits pel professor S. Benton.
Aquest sistema es basa en el càlcul mitjançant ordinador de les franges d'interferència que produirien imatges sintètiques. En sintetitzar aquestes franges mitjançant complexos models matemàtics, s'aconsegueix una reducció important en el nombre de mostres dels hologrames sintètics restringint el parallax de moviment a les direccions amb més interès. En aquest dispositiu, únicament, es codifica la informació de parallax horitzontal perquè se suposa que serà el moviment més realitzat per l'espectador. Amb això, es redueix el nombre de mostres de les franges d'interferència en un factor de 100.
El sistema es basa en la construcció de les imatges mitjançant una exploració conjunta de diversos feixos làser l'amplitud dels quals es modula amb concordança amb les franges d'interferències de l'holograma calculat prèviament. L'exploració es realitza mitjançant un conjunt de moduladors acusticoòptics que escombren diferents franges horitzontals de la imatge. Es poden presentar imatges de 150 × 75 × 150 mm, amb un angle de visió horitzontal de 36 graus, i és capaç de mostrar una imatge per segon.

### Mark III
El sistema denominat Mark III és una evolució dels dispositius hologràfics desenvolupats pel MIT durant la dècada dels 80. Els sistemes anteriors eren molt complexos i voluminosos i necessitaven maquinari especialitzat per a generar el senyal de vídeo. L'objectiu del projecte és el de desenvolupar un sistema de visualització hologràfic d'àmbit domèstic. Formarà imatges monocromàtiques en 3D amb unes dimensions similars al cub de Rubik.
Per crear un vídeo hologràfic, s'ha de produir un model tridimensional en temps real dels objectes dins d'una escena. A partir d'aquest, es calcula el patró de difracció necessari per formar la imatge. El processat és molt complex, però s'ha optimitzat perquè treballi amb les targetes gràfiques domèstiques. El senyal de vídeo generat s'envia a un modulador de llum, que és, bàsicament una guia d'ones coberta d'un material pizelèctric, que segons el senyal rebut es deforma més o menys. L'ona de llum està compassada de diferents intensitats i freqüències. En projectar-se sobre un cristall translúcid, les diferents ones interfereixen generant una escena tridimensional. Aquest nou modulador permet emetre llum en vertical i horitzontal, evitant així l'ús de moltes lents i miralls.

### Interactive 360° Light Field Display
És un dispositiu de vídeo hologràfic desenvolupat en conjunt per Sony, Fake Space Lab i la Universitat del Sud de Califòrnia, presentat al SIGGRAPH 2007.
El sistema presentat consta d'un videoprojector d'alta velocitat, un mirall rotatori cobert per un difusor hologràfic i un circuit semiconductor FPGA (Field Programmable Gate Array), que s'encarrega de descodificar el senyal DVI. S'utilitza una targeta gràfica programable i estàndard que pot renderitzar més de 5.000 imatges per segon i projectar vistes en 360 graus amb separació d'1,25 graus. Algunes característiques:
- No requereix ulleres especials.
- És omnidireccional: visió en 3D en 360 graus.
- No reprodueix color.
- Permet la interactivitat amb la imatge hologràfica.